# Utvandrarna (roman)
Utvandrarna är en roman från 1949 av Vilhelm Moberg. Utvandrarna är den första delen i Utvandrarserien – en tetralogi som också innehåller Invandrarna, Nybyggarna och Sista brevet till Sverige.

## Handling
Boken skildrar några människors utvandring från hungersnöden och fattigdomen i Sverige till USA under 1840-talet/tidigt 1850-tal. De säljer sina gårdar i Småland och åker med segelfartyg från Karlshamn över Atlanten till USA, och hamnar i New York. I romansvitens centrum står Karl Oskar Nilsson och hans hustru Kristina.
Utvandrarna handlar om landet som de lämnade. Romanen ligger tillsammans med Invandrarna till grund för filmen Utvandrarna, som släpptes 1971.

## Kontrovers
En scen i boken betraktades av många vid tidpunkten för publiceringen som skandalös. Det handlar om ett citat av Ulrika i Västergöhl, riktat till en kyrkvärd som kallar henne hora: –Hora för dig, kyrkvärd? Vad sade du till mig förr i världen? När du kom till mig med riksdalerna i ena handen och kuken i den ann'ra?
Riksdagsmannen Axel Rubbestad (Bondeförbundet) krävde att Vilhelm Moberg skulle sättas i fängelse och högerpartisten Axel Mannerskantz eldade upp sitt exemplar av Utvandrarna i värmepannan.